# .ls
.ls è il dominio di primo livello nazionale assegnato al Lesotho.
Originariamente amministrato dall'Università Nazionale del Lesotho con il supporto tecnico della sudafricana Rhodes University, dal 2018 è gestito dal Lesotho Network Information Centre Proprietary (LSNIC).